# یان کرکلس
یان کرکلس (ایتالیایی: Jan Krekels؛ زادهٔ ۲۶ اوت ۱۹۴۷) دوچرخه‌سوار اهل هلند است.
وی در مسابقات کشوری و بین‌المللی در مجموع برندهٔ ۱ مدال طلا شده‌است.